# Izomorf 67
Izomorf 67 – polski zespół bigbitowy, założony przez Andrzeja Bajkowskiego i działający przez kilka miesięcy 1967 roku w Warszawie.

## Historia
Impresario zespołu Andrzej Stanisław Bajkowski i Irena „Ita” Żółkiewska-Jasińska z domu Pisarska (dziennikarka tygodnika Dookoła świata, zm. 11 czerwca 1969 roku) wymyślili koncepcję artystyczną polegającą na tym, że powstały wiosną 1967 roku Izomorf 67 będzie śpiewał teksty opisujące obrazy, między innymi Salvadora Dali, czy Teofila Ociepki. Kilkanaście lat później taką muzykę tworzył Marek Grechuta (patrz Śpiewające obrazy). Nazwa „Izomorf 67” związana była z lansowanym przez miesięcznik Radar uproszczonym „izomorficznym” zapisem nutowym. Trzon składu zespołu tworzyli muzycy Trubadurów: Sława Mikołajczyk (śpiew), Krzysztof Krawczyk (gitara basowa, śpiew) i Marian Lichtman (perkusja), do których dołączyli: Jerzy Szczęśniak (eks-Kawalerowie) (gitara), Ewa Gontarek (eks-Demony; śpiew) i Irena Żółkiewska-Jasińska (organy), która była liderką zespołu. Muzycy zarejestrowali w Polskim Radiu kilka utworów (Jeleń, Bądźcie zakochane, Coś o sobie, A kiedy pies, Archipelag niepokoju, La Gioconda, Barwy dźwięku), z których cztery (A kiedy pies, Archipelag niepokoju, La Gioconda, Barwy dźwięku) ukazały się w lipcu 1967 roku na ich jedynej płycie „czwórce” (Pronit N 0507), zaś piosenka pt. Coś o sobie na kompilacji pt. Z młodością na ty (LP, Muza XL 0435). Charakterystyczny głos głównego wokalisty, Krzysztofa Krawczyka, spowodował, że piosenki zespołu Izomorf 67 przypominały nagrania Trubadurów. Andrzej Bajkowski planował, aby repertuar zespołu był rodzajem kabaretu piosenki o charakterze popularno-rozrywkowym. Zamierzenia te pozostały niezrealizowane. Zespół został rozwiązany w listopadzie 1967 roku: Krzysztof Krawczyk i Marian Lichtman powrócili do Trubadurów, zaś Jerzy Szczęśniak stanął na czele, założonej przez siebie w 1968 roku, soulowej Grupy X.

## Wszystkie utwory grupy Izomorf 67
- A kiedy pies (muz. J. Szczęśniak – sł. L. J. Kern)[6]
- Archipelag niepokoju (muz. I. Żółkiewska – sł. A. Piast, właśc. Andrzej Bajkowski)[6]
- Barwy dźwięku (muz. I. Żółkiewska – sł. Andrzej Bajkowski)[6]
- Bądźcie zakochane (sł. A. Bajkowski) – 20-minutowa konferansjerka do programu zespołu Izomorf 67 pt. Bądźcie zakochane[2]
- Coś o sobie (muz. K. Krawczyk, M. Lichtman – sł. A. Piast, właśc. Andrzej Bajkowski[6])[7]
- La Gioconda (muz. I. Żółkiewska – sł. J. Kofta)[6]